# Acerico (costura)

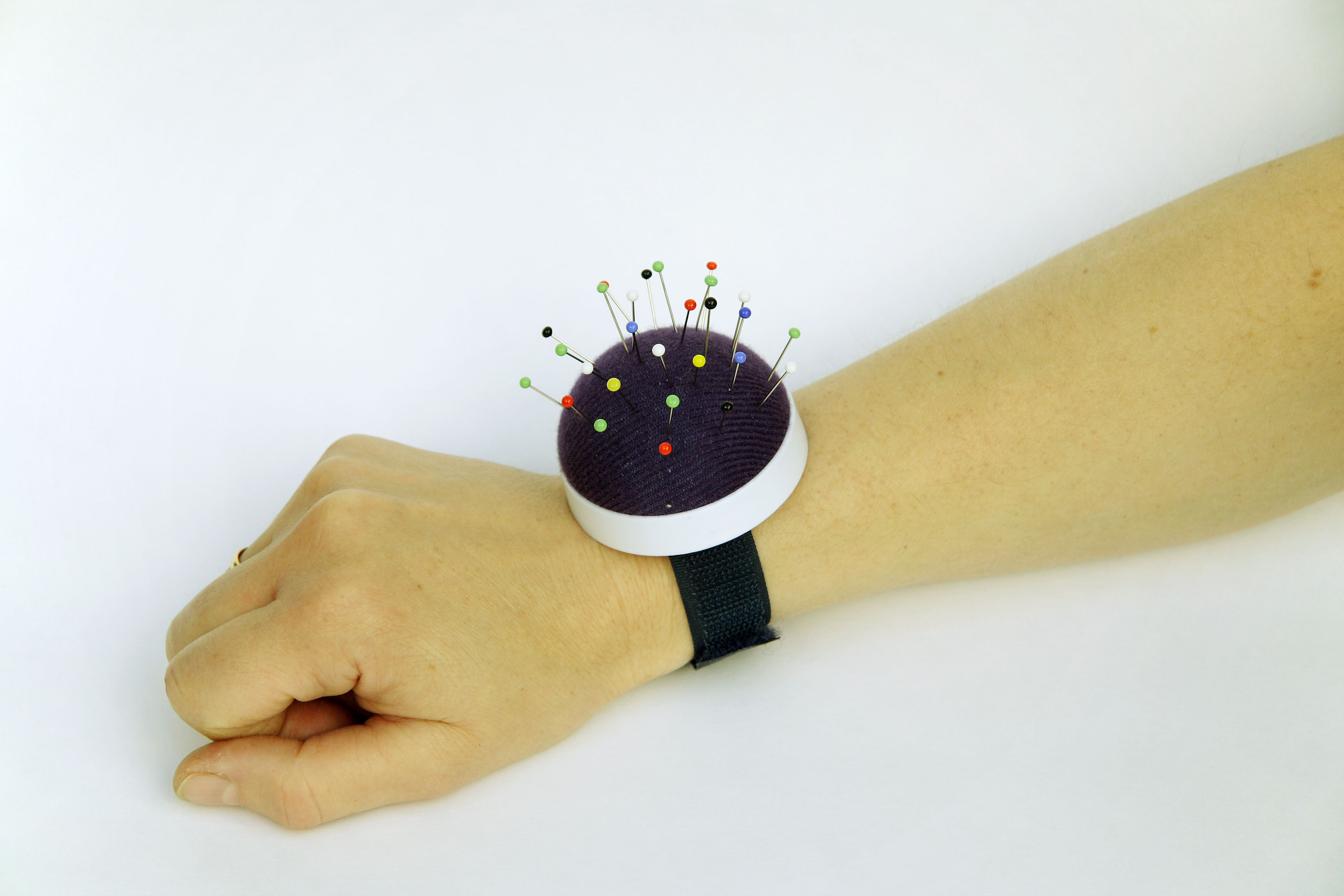
Acerico

Un acerico o  alfiletero es un utensilio que se emplea para mantener recogidos y a mano las agujas y alfileres utilizados en las labores de costura.
El acerico es una cojinete de pequeñas dimensiones formada por un saquito o bolsa de tela relleno de guata. A lo ancho de su superficie se pinchan los alfileres y agujas que se utilizan para coser de modo que estén fácilmente localizables y preparados para ser utilizados. 
Se guarda en los costureros junto con otros útiles de costura o bien forma parte de sus paredes en las que se encuentra formando parte de su acolchado. También son habituales los alfileteros con muñequera, útiles para sastres y modistas que deben realizar su trabajo de pie al colocar alfileres sobre un maniquí o un cliente real.
Por su sencillez, los alfileteros son utensilios que pueden ser elaborados fácilmente de forma casera.